# جائزة روبرت نوبل
جائزة روبرت ل. نوبل (وينبغي عدم الخلط مع جائزة نوبل) تمنح كل عام من جمعية السرطان الكندية [الإنجليزية] للباحثين الذين أدت مساهماتهم إلى تقدم كبير في أبحاث السرطان. تتكون الجائزة من 2000 دولار كندي للباحث الحاصل على الجائزة ، و 20 ألف دولار كندي إضافية لتعزيز أبحاثهم في مجال الأورام السرطانية.
يكرم هذا المشروع العالم روبرت نوبل ، الباحث الكندي الذي ساعد في الخمسينيات من القرن العشرين في اكتشاف الفينكريستين والفينبلاستين ، وهي أدوية مضادة للسرطان تستخدم على نطاق واسع.

## الحاصلون على الجوائز
وفقاً للموقع الرسمي للجائزة، حصل على الجائزة: 
- 2023 - شيلا سين[3] و بيتر ديركس [4]
- 2022 - صامويل أباريسيو
- 2021 - مايكل تايلور
- 2020 - ندى جابادو [الإنجليزية]
- 2019 - جيري بيليتييه [الإنجليزية]
- 2018 - باميلا أوهاشي [الإنجليزية]
- 2017 - موراغ بارك [الإنجليزية]
- 2016 - بول سورنسن
- 2014 - راما خوخا و جيمس ت. روتكا [الإنجليزية]
- 2013 - شوكت ديدهار
- 2012 - ميشيل تريمبلي
- 2011 - جون بيل
- 2010 - ميتسو إيكورا
- 2009 - براين ويلسون
- 2008 - مارك هينكلمان [الإنجليزية]
- 2007 - ديك هيل (عالم) [الإنجليزية]
- 2006 - كارول كاس [الإنجليزية]
- 2005 - سوزان كول وروجر ديلي
- 2004 - 2004 - روبرت كيربل
- 2003 - كوني إيفز
- 2002 - ناحوم سوننبرغ [الإنجليزية]
- 2001 - كريس بليكلي
- 2000 - جون ديك (عالم) [الإنجليزية]
- 1999 - جانيت روسانت
- 1998 - فرانك ل. غراهام [الإنجليزية]
- 1997 - آلان بيرنشتاين [الإنجليزية]
- 1996 - تاك واه ماك
- 1995 - أنتوني ج. باوسون
- 1994 - فيكتور لينج [الإنجليزية]